# Ever Carradine
Ever Dawn Carradine (ur. 6 sierpnia 1974 r. w Los Angeles, Kalifornia, USA) – amerykańska aktorka.
Córka Susan Snyder, asystentki trenera koni, oraz aktora Roberta Carradine'a. Pochodzi z rodziny aktorskiej. Prócz ojca, zawodem aktora trudzili się jej dziadek John Carradine oraz wujkowie – Keith Carradine i David Carradine. Ever studiowała antropologię w Lewis & Clark College w Portland, w stanie Oregon. Z czasem zmieniła kierunek nauki na teatroznawstwo.
Gdy w 1996 roku ukończyła studia, powróciła do rodzinnego Los Angeles i wystąpiła gościnnie w kilku serialach telewizyjnych, m.in. w Diagnoza morderstwo. W roku 1998 wystąpiła w pierwszej powracającej roli, jako Rosalie, w serialu Ich pięcioro. W 2003 roku stacja FX obsadziła ją w pierwszej roli kredytowej, w serialu Lucky, opowiadającym o profesjonalnym pokerzyście z Las Vegas.

## Wybrana filmografia
- Wtajemniczenie (Foxfire, 1996) jako dziewczyna punkcie ksero
- Zgubione znalezione (Lost & Found, 1999) jako Ginger
- Spisek (Life Without Dick, 2001) jako Tina
- Jay i Cichy Bob kontratakują (Jay and Silent Bob Strike Back, 2001) jako matka Jaya
- Lucky 13 (2001) jako Gretchen
- Balonowy chłopak (Bubble Boy, 2001) jako Lisa
- Córka mojego szefa (My Boss' Daughter, 2003) jako Julie
- Hotel umarlaków (Dead & Breakfast, 2004) jako Sara